# Piper flagellicuspe
Piper flagellicuspe är en pepparväxtart som beskrevs av Trel. & Yunck.. Piper flagellicuspe ingår i släktet Piper och familjen pepparväxter. Inga underarter finns listade i Catalogue of Life.